# Licuala egregia
Licuala egregia är en enhjärtbladig växtart som beskrevs av Saw. Licuala egregia ingår i släktet Licuala och familjen Arecaceae. Inga underarter finns listade i Catalogue of Life.